# Pavel Koyš
Pavel Koyš, též Pavol Koyš (8. ledna 1932 Ladce – 22. července 1993 Bratislava) byl slovenský a československý básník, politik Komunistické strany Slovenska, poslanec Sněmovny národů Federálního shromáždění a ministr kultury SSR za normalizace.

## Biografie
V letech 1961–1966 studoval na Vysoké škole politické ÚV KSČ v Praze. Zpočátku pracoval jako dělník v cementárně v rodných Ladcích. V letech 1949–1951 a 1957–1960 byl pracovníkem slovenského Ústředního výboru Československého svazu mládeže. V letech 1951–1957 působil jako redaktor deníku Smena. V letech 1960–1962 zastával post šéfredaktora deníku Mladá fronta a v letech 1962–1966 vedl vydavatelství Smena. Jeho profesní a politická kariéra vyvrcholila za normalizace. V období let 1966–1968 byl tiskovým tajemníkem úřadu Slovenské národní rady, v letech 1968–1969 tajemníkem Svazu slovenských spisovatelů. V období let 1969–1971 působil ve funkci ústředního ředitele Slovenského filmu a pak v letech 1971–1988 byl prvním náměstkem ministra kultury Slovenské socialistické republiky, přičemž zároveň v letech 1982–1989 zastával funkci místopředsedy Svazu slovenských spisovatelů a Svazu československých spisovatelů.
V letech 1980–1989 se zmiňuje coby účastník zasedání Ústředního výboru Komunistické strany Slovenska.
Po volbách roku 1986 zasedl za KSS do slovenské části Sněmovny národů (volební obvod č. 105 – Piešťany, Západoslovenský kraj). Křeslo nabyl až dodatečně v listopadu 1987 po doplňovacích volbách vypsaných poté, co zemřel poslanec Zdenko Nováček. Ve Federálním shromáždění setrval do ledna 1990, kdy rezignoval v rámci procesu kooptací do Federálního shromáždění po sametové revoluci.
V období let 1988–1989 zastával post ministra kultury Slovenské socialistické republiky ve vládě Petera Colotky, Ivana Knotka a Pavola Hrivnáka.
Trvale žil v Bratislavě.
Jeho matkou byla slovenská komunistická funkcionářka Elena Koyšová (1911–1977).

## Dílo
V umělecké oblasti se profiloval jako básník socialisticky angažovaného směru. Jeho debutem byla sbírka básní Hviezdy na zemi (1959). Byl autorem sbírek Spolu (1971), Je taký človek (1972), Kde má človek vlasť (1982), Deti na dostrel (1983), Moralizmy (1986) a Riava (1987). Napsal básnické skladby a poémy Večné leto (1973), Nie (1977), Pozdrav Ostrovu slobody (1978), Komunisti (1981), Nový Prometeus (1983), cyklus pěti poém Slnko, zostaň s nami (1985), triptych Tvŕdze (1977), Krídla (1978) a Rosa (1979). Dále je autorem obrazových básnických publikací Pieseň o Slovensku (společně s K. Kallayem, 1973) a Pieseň o práci (s I. Cichem, 1988). Napsal také sbírky intimní lyriky Čakám ťa, láska (1963), Srdce (1965), Rozmrazovanie slnka (1966), Ukrutná vernosť (1968), Koľko krokov je k úsmevu (1970), Ľúbostné variácie (1972), Načo je človeku dom (1974), Vyznanie lásky (1975), Všade (1978), Plač za láskou (1984), Chcem tvoje telo (1986) a Rozmýšľanie o človeku a čase (1987). Posmrtně mu vyšla sbírka Ľúbme sa (1994).